# Luís de Miranda Pereira de Meneses
Luís de Miranda Pereira de Meneses CvTE • ComNSC (Porto, 4 de Abril de 1820 - Lisboa, 5 de Maio de 1878), 2.º Visconde de Meneses, foi um notável pintor português.

## Família
Filho primogénito de José António de Miranda Pereira de Meneses, 1.º Visconde de Meneses, e de sua mulher Elisa Eugenia (Elisa Eugénia) Edwards de Desanges.

## Biografia
Artista plástico cheio de talento desde a sua juventude, começou em verdes anos a manifestar a sua vocação para o desenho, arte de que tomou lições com um mestre Francês, e depois praticou no atelier do consagrado Professor António Manuel da Fonseca. Foi durante essa estada no atelier do mestre que a atenção de D. Fernando II de Portugal foi chamada para os talentos do incipiente pintor que ali tinha um trabalho seu, A Morte de Abel. Os régios elogios tiveram eco na Imprensa. Animado por estes primeiros sucessos, partiu para Itália, onde estudou em Veneza e Roma, tendo por mestre nesta última cidade o pintor Alemão Johann Friedrich Overbeck, que então gozava de grande nomeada. De Roma mandou para Lisboa vários quadros notáveis, entre os quais um oferecido a D. Fernando II. Em 1851 realizou-se em Lisboa uma exposição para fins filantrópicos, na qual o 2.º Visconde de Meneses apresentou trabalhos seus de grande mérito, em geral de assuntos tirados da vida contemporânea: Mendigo à Porta de Um Casebre, Soldado Ferido em Batalha, Retrato de Mr. C. W. King, Vendedeira de Uvas, etc. Em 1861 expôs novamente, no Palácio de Cristal, no Porto, e foi galardoado com a Medalha de Prata. É notável entre os seus quadros o formoso e conhecidíssimo Retrato da Viscondessa de Meneses, senhora de grande beleza, pintado em 1862 pelo 2.º Visconde de Meneses, que hoje está no Museu Nacional de Arte Contemporânea.
Na sua mocidade, o ilustre pintor bateu-se pela Causa Constitucional e foi Alferes Honorário do Batalhão de Empregados Públicos do Porto e Capitão do 2.º Batalhão Nacional do Comércio. Presidiu à Junta do Crédito Público e foi Adido Honorário à Legação de Portugal em Roma, nos Estados Pontifícios.

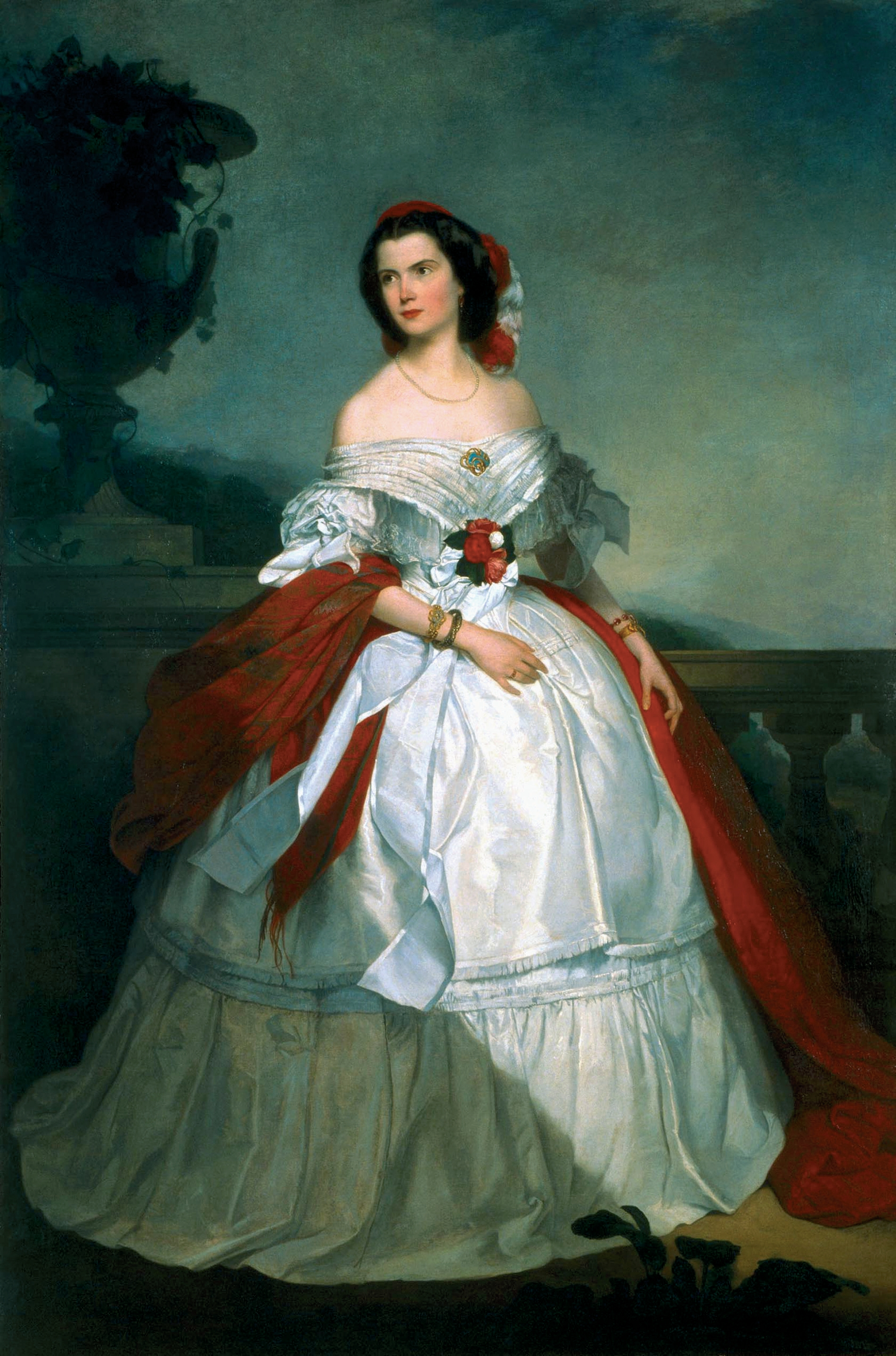
D. Carlota, Viscondessa de Meneses (1862).

Era Fidalgo Cavaleiro da Casa Real, Académico de mérito da Academia Real de Belas-Artes de Lisboa, Sócio da Real Associação dos Arquitetos e Arqueólogos Portugueses, Comendador da Ordem de Nossa Senhora da Conceição de Vila Viçosa, Comendador da Ordem dos Santos Maurício e Lázaro, da Sardenha, e da Ordem de São Carlos, do Mónaco, Grande-Oficial da Ordem da Glória ou do Nichan Iftikhar do Beyato de Tunes, Cavaleiro da Ordem Militar da Torre e Espada, do Valor, Lealdade e Mérito, da Ordem de Leopoldo I da Bélgica e da Ordem de São Gregório Magno da Santa Sé, condecorado com a Medalha das Campanhas da Liberdade, Algarismo 2, e com a Medalha de Ouro de Sócio Fundador da Scuola Dantesca, de Nápoles, etc.
O título de 2.º Visconde de Meneses foi-lhe renovado, em verificação da segunda vida, por Decreto de D. Fernando II de Portugal, Regente na menoridade de D. Pedro V de Portugal, de 14 de Dezembro de 1853. Brasão de Armas: esquartelado, o 1.º e o 4.º partidos de Pereira e de Meneses moderno, o 2.º e o 3.º de Desanges: cortado, tendo no campo superior, de prata, duas cabeças de Anjo com asas de vermelho, e no inferior, de azul, um galgo passante de sua cor; timbre: Pereira; Coroa de Visconde. Desconhece-se a Carta de Concessão.

## Casamento e descendência
Casou a 8 de Maio de 1858 com Carlota Emília MacMahon Pereira Guimarães (Lisboa, 19 de Setembro de 1841 - Lisboa, 2 de Maio de 1877), filha de Francisco Pereira Guimarães e de sua mulher Carlota Emília MacMahon, com geração, duas filhas, das quais foi primogénita Elisa Wilfride Carlota Desanges MacMahon de Miranda Pereira de Meneses (3 de Março de 1859 - ?).